# Joseph Kahn
Joseph Kahn (nascido em 12 de Outubro de 1972) em Jersey Village, Texas (subúrbio de Houston) é um diretor atuante no campo musical e cinematográfico.
Kahn trabalhou com diversos artistas, tais como, Avril Lavigne, Britney Spears, The Pussycat Dolls, Ashlee Simpson, Kelly Clarkson, Monica, Rob Zombie, Backstreet Boys, U2, The Chemical Brothers, Blink 182, Eminem, TLC, Mariah Carey, Moby, George Michael, Korn, Janet Jackson, Black Eyed Peas, Destiny's Child, Gwen Stefani, Delta Goodrem, Taylor Swift, Brandy, Muse e muitos outros.
Joseph tem colecionado diversos prêmios das mais importantes premiações. Inclusive ganhou seu primeiro Grammy em 2002 com o vídeo do cantor Eminem, intitulado "Without Me". Também recebeu vários prêmios e indicações com o vídeo de Toxic da cantora Britney Spears.

## Videografia
1990
- The Pain Teens - "The Basement"

1992
- Rake's Progress - "Ghost Town"

1993
- Die Krupps - "Crossfire"
- Die Krupps - "Fatherland"
- Die Krupps - "To The Hilt"
- DMG - "You Don't Hear Me Doe"
- Geto Boys - "Straight Gangsterism"

1994
- 2 Low - "Funky Lil Brotha"
- 5th Ward Boyz - "Ghetto Funk"
- Ahmad - "You Gotta Be"
- Die Krupps featuring Biohazard - "Bloodsuckers"
- Willie Nelson - "December Day"
- Willie Nelson - "Afraid"
- Retarted Elf - "What Up G?"
- Widowmaker - "Long Gone"
- Ahmad - "Back in the Day"

1995
- AZ - "Gimme Yours"
- Clever Jeff - "Year Of The Fly MC"
- Das EFX - "Real Hip Hop"
- Distinguished Gentlemen - "Soakin' Wet"
- Lords of the Underground - "Faith"
- Lords of the Underground - "Neva Faded"
- Onyx - "All We Got Iz Us"
- Onyx - "Last Dayz"
- Ruffnexx Sound System - "Stick By Me"
- Spahn Ranch - "Locusts"
- Veronica - "Without Love"
- Scarface featuring Ice Cube - "Hand of the Dead Body"
- Public Enemy - "So Watcha Gone Do Now"

1996
- AZ - "Do Or Die"
- AZ - "Mo Money, Mo Murder, Mo Homicide"
- Interstate - "Peek In The Drawers"
- Smooth Da Hustler - "Hustler's Theme"
- Soldat X - "Hang'em High"
- Montell Jordan featuring Slick Rick - "I Like"
- Aaliyah - "If Your Girl Only Knew"
- New Edition - "Hit Me Off"
- Warren G featuring Adina Howard - "What's Love Got To Do With It"
- Johnny Gill - "Let's Get The Mood Right"
- New Edition - "I'm Still In Love With You"
- Total - "Kissin' You"
- Shaquille O'Neal - "You Can't Stop The Reign"
- Tony! Toni! Toné! featuring DJ Quik - "Let's Get Down"

1997
- Korn - "A.D.I.D.A.S."
- Ice Cube - "The World Is Mine"
- Patricia Kaas - "Quand J'ai Peur De Tout"
- Faith No More - "Last Cup of Sorrow"
- Snoop Doggy Dogg - "Tha Doggfather"
- Eric Benet - "True To Myself"
- Backstreet Boys - "Everybody (Backstreet's Back)"
- Foxy Brown featuring Dru Hill - "Big Bad Mamma"
- SWV featuring Puff Daddy - "Someone"
- Bone Thugs-N-Harmony - "If I Could Teach The World"

1998
- Foxy Brown - "Hot Spot"
- Shernette May - "You're All The Man That I Need"
- Total - "Trippin'"
- Usher - "Bed Time" (version 1)
- Montell Jordan featuring Master P & Silkk Tha Shocker - "Let's Ride"
- Mase featuring Total - "What You Want"
- Brandy & Monica - "The Boy Is Mine"
- Montell Jordan - "I Can Do That"
- Monster Magnet - "Space Lord"
- Bryan Adams - "On A Day Like Today"
- Monica - "The First Night"
- Rob Zombie - "Living Dead Girl"

1999
- Mobb Deep - "Quiet Storm" (version 1)
- Jennifer Love Hewitt - "How Do I Deal"
- Monster Magnet - "Powertrip"
- Blackstreet featuring Janet Jackson, Ja Rule & Eve - Girlfriend/Boyfriend
- Sugar Ray - "Someday"
- Backstreet Boys - "Larger than Life"
- Brian Setzer Orchestra - "If You Can't Rock Me"
- Muse - "Muscle Museum"

2000
- Christina Aguilera -"Por Siempre Tu"
- Hole - "Be a Man"
- Destiny's Child - "Say My Name"
- Sisqó - "Thong Song"
- Elton John - "Someday Out Of The Blue"
- Christina Aguilera - "I Turn to You"
- Destiny's Child - "Jumpin' Jumpin'"
- Janet Jackson - "Doesn't Really Matter"
- Destiny's Child featuring Jermaine Dupri, Da Brat & Lil' Bow Wow - "Jumpin' Jumpin'" (remix)
- Faith Hill - "The Way You Love Me"
- The Corrs - "Irresistible"
- Scarface - "It Ain't"
- Wu-Tang Clan - "Protect Ya Neck (The Jump Off)"
- Moby featuring Gwen Stefani - "South Side"
- Britney Spears - "Stronger"
- Wu-Tang Clan - "Gravel Pit"

2001
- Black Eyed Peas featuring Macy Gray - "Request + Line"
- Black Eyed Peas featuring Macy Gray - "Request + Line" (remix)
- Papa Roach - "Between Angels and Insects"
- U2 - "Elevation"
- Aerosmith - "Fly Away From Here"
- D12 - "Purple Hills"
- Enrique Iglesias - "Hero"
- U2 - "Stuck in a Moment You Can't Get Out Of" (version 2)
- DMX - "Who We Be"
- Garbage - "Cherry Lips"

2002
- George Michael - "Freeek!"
- Moby - "We Are All Made of Stars"
- Eminem - "Without Me"
- Mariah Carey - "The One"
- Bon Jovi + Richie Sambora - "Everyday"

2003
- DMX - "X Gon' Give It To Ya"
- TLC - "Damaged"
- Nelly featuring Justin Timberlake - "Work It"
- Mariah Carey featuring Cam'ron - "Boy (I Need You)"
- Dido - "White Flag"
- Ricky Martin - "Juramento"
- Busta Rhymes feat. Pharrell Williams - "Light Your Ass On Fire"
- The Chemical Brothers featuring k-os - "Get Yourself High"

2004
- Britney Spears - "Toxic"
- Alsou - "Always on My Mind"
- Blink 182 - "Always"[desambiguação necessária]
- Ashlee Simpson - "La La"
- The Offspring - "(Can't Get My) Head Around You"

2005
- Joss Stone - "Spoiled"
- Rob Thomas - "Lonely No More"
- Jamiroquai - "Feels Just Like It Should"
- Backstreet Boys - "Incomplete"
- Kelly Clarkson - "Behind These Hazel Eyes"

2006
- Kelly Clarkson - "Walk Away"
- Shayne Ward - "No Promises"
- The Pink Spiders - "Little Razorblade"
- Muse - "Knights of Cydonia"
- Ciara featuring Chamillionaire - "Get Up"
- Janet Jackson - "So Excited"
- Gwen Stefani - "The Sweet Escape"

2007
- Kelly Clarkson - "Never Again"
- 50 Cent feat. Justin Timberlake e Timbaland - "Ayo Technology"

2008
- Delta Goodrem - You Will Only Break My Heart
- Ladytron - "Ghosts"
- Chris Brown - "Forever"
- The Pussycat Dolls - "When I Grow Up"
- Britney Spears - "Womanizer"
- The Pussycat Dolls - "I Hate This Part"

2009
- Eminem - "We Made You"
- Lady Gaga - "Eh, Eh (Nothing Else I Can Say)"
- Lady Gaga - "LoveGame"
- BoA - " I Did It For Love"
- The Pussycat Dolls - "Hush Hush; Hush Hush"
- Katy Perry - "Waking Up In Vegas"
- Kelly Clarkson - "Already Gone"
- Chris Brown feat. Lil Wayne - "I Can Transform Ya"

2010
- Chris Brown (cantor) - "Crawl"
- Kylie Minogue - "All The Lovers"
- Maroon 5 - "Misery"
- Eminem feat. Rihanna - Love The Way You Lie
- Nicole Scherzinger - "Poison"

2011
- Eminem - "Space Bound"

2012
- AKB48 - "Gingham Check"
- AKB48 - "UZA"

2013
- Mariah Carey feat. Miguel (cantor) - "#Beautiful"
- Britney Spears - "Perfume"

2014
- Shakira feat. Rihanna - "Can´t Remember to Forget You"
- Shakira - "Nunca me acuerdo de olvidarte"
- Taylor Swift - "Blank Space"
- Avril Lavigne - "Give You What You Like"

2015
- Taylor Swift - "Bad Blood"
- Taylor Swift - "Wildest Dreams"
- Taylor Swift - "Out Of The Woods"

2016
- OneRepublic - "Wherever I Go"

2017
- What Lovers do ft. SZA

- Imagine Dragons - "Thunder"
- Look What You Made Me Do - "Taylor Swift"
- ... Ready for It? - "Taylor Swift"

2018
Taylor Swift -Delicate
- Taylor Swift - "End Game"

Dinero -Jennifer Lopez,DJ Khaled and Cardi B
2019
Ava Max - "Torn"